# Балясніков Олексій Іванович
Балясніков Олексій Іванович (рос. Алексей Иванович Балясников; 4 лютого 1920, Новиково — 4 березня 1986, Київ) — радянський військовий льотчик, Герой Радянського Союзу (1945), в роки німецько-радянської війни командир ескадрильї 181-го гвардійського винищувального авіаційного полку 15-ї гвардійської винищувальної авіаційної дивізії 10-го винищувального авіаційного корпусу 8-ї повітряної армії 4-го Українського фронту, гвардії капітан.

## Біографія
Народився 4 лютого 1920 року в селі Новиково (зараз Староюр'євський район, Тамбовська область в селянській родині. Член КПРС з 1951 року. Росіянин. Закінчив неповну середню школу і фабрично-заводське училище річковиків. Працював кермовим пасажирського теплохода Московського річкового пароплавства.
У 1939 році призваний до лав Червоної Армії. У тому ж році закінчив 2-у Борисоглібську Червонопрапорну військову авіаційну школу льотчиків імені В. П. Чкалова. У боях радянсько-німецької війни з червня 1941 року. Воював на 4-му Українському фронті.
До жовтня 1944 року гвардії капітан А. І. Балясніков здійснив 580 бойових вильотів. Провів 145 повітряних боїв, в яких збив 16 літаків противника особисто і п'ять у складі групи, знищив вісім аеростатів-коригувальників.
Указом Президії Верховної Ради СРСР від 23 лютого 1945 року за мужність і героїзм, проявлені в повітряних боях з німецько-фашистськими загарбниками гвардії капітану Олексію Івановичу Баляснікову присвоєно звання Героя Радянського Союзу з врученням ордена Леніна і медалі «Золота Зірка» (№ 7315).
До кінця війни один з найкращих розвідників винищувальної авіації гвардії капітан О. І. Балясніков здійснив 620 бойових вильотів (з них 507 — на розвідку), провів 148 повітряних боїв, в яких збив 28 літаків противника особисто і 8 в групі з товаришами. Війну закінчив у Празі.
З грудня 1945 року О. І. Балясніков — в запасі. Працював льотчиком у системі гідрометеослужби в Цивільному повітряному флоті. Потім був заступником директора Малинського лісотехнічного технікуму Житомирської області. Останні роки жив у Києві. Помер 4 березня 1986 року. Похований у Києві на Міському кладовищі «Берківці».

## Нагороди
Нагороджений орденом Леніна, двома орденами Червоного Прапора, двома орденами Вітчизняної війни 1-го ступеня, медалями.